# Città di Stirling
La città di Stirling è una delle 29 Local Government Area che si trovano nell'area metropolitana di Perth in Australia Occidentale. Essa si estende su di una superficie di 105 chilometri quadrati ed ha una popolazione stimata in circa 193.300 abitanti.